# Сич Дмитро
Дмитро Сич (пом. 8 січня 1890, новий стиль) — український селянин із села Ветлин на Лемківщині, громадсько-політичний діяч. Посол до Галицького крайового сейму від округу Лісько — Балигород — Лютовиська (обраний від IV курії, входив до «Руського клубу»; 1867—1869 роки). Виграв вибори у кандидата Старуха Михайла. Помер на 77 році життя.